# تیهراس (نیومکزیکو)
تی هراس (به انگلیسی: Tijeras) یک روستا در ایالات متحده آمریکا است که در شهرستان برنالیو، نیومکزیکو واقع شده‌است. تی هراس ۲٫۹۹ کیلومتر مربع مساحت و ۵۴۱ نفر جمعیت دارد و ۱٬۹۲۷ متر بالاتر از سطح دریا واقع شده‌است.